# Parafia Wniebowzięcia Najświętszej Maryi Panny w Uszycach
Parafia Wniebowzięcia Najświętszej Maryi Panny – rzymskokatolicka parafia, znajdująca się we wsi Uszyce (gmina Gorzów Śląski), należąca do dekanatu Wołczyn w diecezji kaliskiej.

## Historia parafii
Do parafii należy 650 wiernych będących mieszkańcami Uszyc. Na terenie parafii działa Zgromadzenie Braci Szkół Chrześcijańskich, Lasalianie (FSC).
Proboszczem parafii jest ksiądz Andrzej Markowski